# Ethinylestradiol/levonorgestrel
Ethinylestradiol/levonorgestrel (còn được gọi là ethinyl estradiol/levonorgestrel) là một thuốc tránh thai kết hợp với thành phần gồm ethinylestradiol, một estrogen và levonorgestrel là progestin. Chúng được sử dụng để kiểm soát sinh sản, các triệu chứng của kinh nguyệt, lạc nội mạc tử cung, và có thể dùng làm biện pháp tránh thai khẩn cấp. Thuốc được dùng qua đường uống.
Các tác dụng phụ có thể bao gồm buồn nôn, nhức đầu, cục máu đông, đau vú, trầm cảm và các vấn đề về gan. Việc sử dụng không được khuyến cáo trong khi mang thai, ba tuần đầu sau khi sinh, và ở những người có nguy cơ cao bị cục máu đông. Tuy nhiên, chúng có thể được sử dụng ngay lập tức sau khi sảy thai hoặc phá thai. Hút thuốc khi đang sử dụng thuốc tránh thai kết hợp là không được khuyến cáo. Thuốc hoạt động bằng cách làm ngừng rụng trứng, làm dày lớp nhầy ở lỗ mở đến cổ tử cung, và làm cho tử cung không thích hợp cho việc làm tổ của phôi.
Ethinylestradiol/levonorgestrel đã được chấp thuận cho sử dụng y tế tại Hoa Kỳ ít nhất là từ năm 1982. Nó nằm trong danh sách các thuốc thiết yếu của Tổ chức Y tế Thế giới, tức là nhóm các loại thuốc hiệu quả và an toàn nhất cần thiết trong một hệ thống y tế. Chúng có sẵn dưới dạng thuốc gốc. Tại Vương quốc Anh, ba tháng thuốc có chi phí tại NHS vào khoảng 1,80 pound. Tại Hoa Kỳ, chi phí là khoảng 25 đến 50 USD mỗi tháng. Thuốc được bán trên thị trường dưới một số lượng lớn các thương hiệu.